# Siège de la citadelle d'Anvers (1832)
Ne doit pas être confondu avec Bombardement d'Anvers (1830).
Pour les articles homonymes, voir Siège d'Anvers.
Guerre belgo-néerlandaise
Le siège de la citadelle d'Anvers eut lieu du 15 novembre au 23 décembre 1832, lors de la guerre belgo-néerlandaise.
Il fait suite à la retraite des forces armées néerlandaises après leur défaite lors de la campagne des Dix-Jours, dès le 12 août 1831. Celles-ci avaient quitté le jeune territoire belge à l’exception notable de plusieurs garnisons laissées dans certaines forteresses, dont la citadelle d'Anvers dirigée par le général David Chassé.
En vertu des traités signés lors de la conférence de Londres, la France intervient alors une nouvelle fois en Belgique en y envoyant l'Armée du Nord, commandé par le maréchal Étienne Maurice Gérard, dans le but de chasser les dernières troupes néerlandaises d'Anvers. Après le refus de reddition, les français assiègent la forteresse pendant 24 jours jusqu'à la capitulation des forces néerlandaises.
C'est la dernière bataille officielle de la guerre et les pourparlers diplomatiques qui s'ensuivent, avec la signature de la convention de Londres, jettent les bases de la paix, finalement signée lors de la convention de Zonhoven le 18 novembre 1833.

## Contexte

### Révolution et indépendance belge
Les tensions politiques et culturelles dans le royaume uni des Pays-Bas déclenchent la révolution belge le 25 août 1830 avec l'insurrection de 1830 dans les Pays-Bas méridionaux, qui mène rapidement à l'indépendance de la Belgique, proclamée le 4 octobre 1830 puis au déclenchement de la guerre belgo-néerlandaise. 

### Le bombardement d'Anvers de 1830

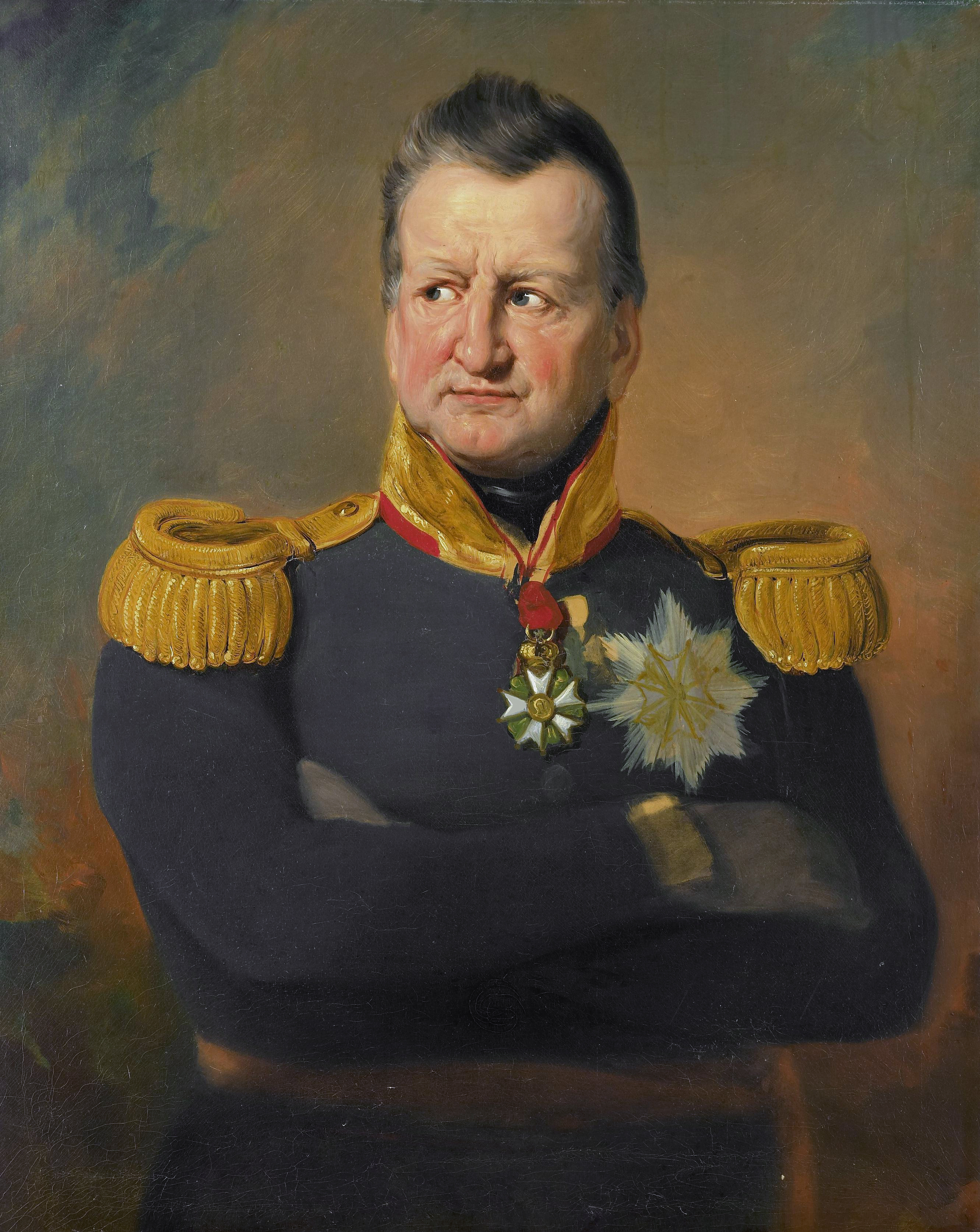
Le général d'infanterie David Chassé était le commandant des forces armées néerlandaises stationnées dans la citadelle d'Anvers lors du bombardement de la ville en 1830, ainsi que lors du siège de 1832.

Les insurgés belges chassent d'abord les forces armées du Royaume uni des Pays-Bas de Bruxelles lors de l’épisode des Journées de Septembre puis les poursuivent vers la frontière entre la Belgique et les Pays-Bas, au travers de la Flandre. Le 26 octobre 1830, les troupes de volontaires belges entrent dans Anvers, défendue par sa citadelle qui abrite le quartier général de la 4e afdeeling, dirigée par le général d'infanterie David Chassé. Pour éviter les combats de rue, celui-ci ordonne à ses troupes de se retirer dans la citadelle et conclut un cessez-le-feu avec le commandement belge. Les volontaires belges, peu disciplinés, ne respectent pas la trêve et, le 27 octobre au matin, se remettent à tirer sur les « Hollandais ». Chassé répugne à bombarder la ville, mais son supérieur, Bernard de Saxe-Weimar-Eisenach le lui ordonne. Les bâtiments échelonnés le long des quais dans l'Escaut, et sur lesquels on tire, répondent par des bordées et, à ce signal, le feu commence depuis la forteresse Tête de Flandre et depuis la citadelle, où le général Chassé fait arborer le drapeau noir. Le bombardement dure depuis quatre heures jusqu'à plus de dix heures du soir, touchant particulièrement le quartier de Saint-André. Cet acte, qui cause de graves dégâts et coûte la vie à 85 personnes, reçoit l'approbation du roi des Pays-Bas, Guillaume Ier, qui envoie au général Chassé la grand-croix de l'ordre militaire de Guillaume.
Par ailleurs, à l'exception du mouvement orangiste, la population d'Anvers abandonne toute la sympathie qu'elle peut encore avoir envers le régime néerlandais et le Congrès National vote le décret constitutionnel du 24 novembre 1830 qui exclu à perpétuité les membres de la maison d'Orange-Nassau du trône de Belgique.

### Armistice puis reprise des combats
Le 4 novembre 1830, les grandes puissances européennes se saisissent du problème et se réunissent lors de la conférence de Londres, imposant, dès le jour même, un armistice aux deux belligérants. Toutefois, Guillaume Ier, tente de reprendre ses territoires en envahissant la Belgique l'année suivante lors de la campagne des Dix-Jours, qui se tient du 2 au 12 août 1831. En vertu des traités et protocoles contractés lors de la conférence de Londres, le nouveau roi des Belges, Léopold Ier, fait appel à l'aide de la France qui s'était portée garante de la neutralité et de l'inviolabilité de la Belgique. Avec la première intervention de l'Armée du Nord commandée par le Maréchal Étienne Maurice Gérard, la coalition franco-belge remporte la victoire et les armées néerlandaises se retirent du jeune Royaume. 
Toutefois, Guillaume Ier refusait toujours de reconnaitre l'indépendance de la Belgique et de signer le traité officiel de partage des deux pays, le 15 novembre 1831. Il pensait la Belgique non-viable et que ce ne serait qu'une question de temps pour que celle-ci ne s'effondre et ne repasse sous son giron. En conséquence de quoi, il laissa une garnison dans plusieurs forteresses, notamment celle de Maastricht mais aussi dans celle d'Anvers. Cette présence néerlandaise sur son territoire était inacceptable pour la Belgique, mais son armée n'avait toutefois pas les moyens de les en déloger.

## Déroulement

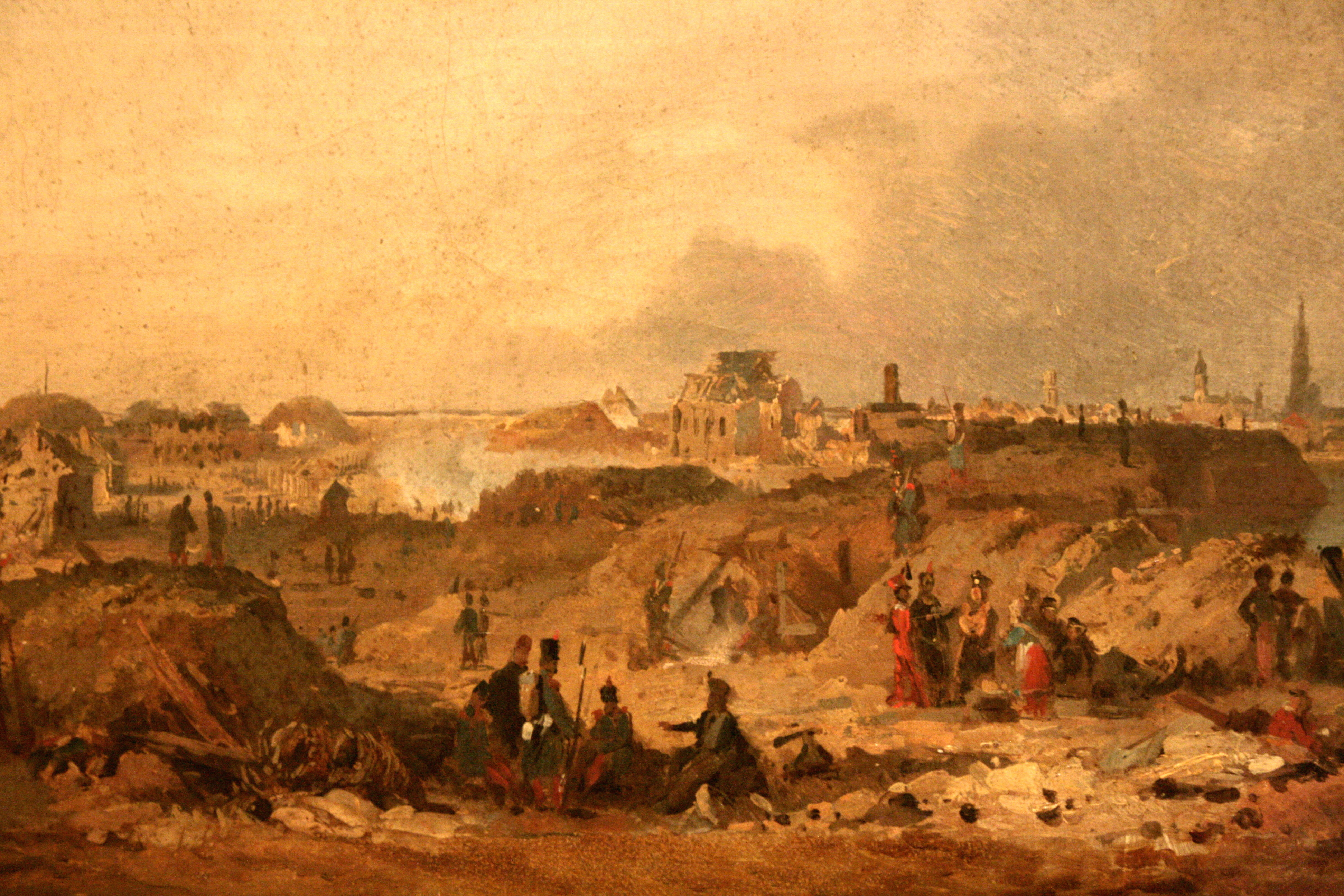
Vue de la citadelle d'Anvers après le bombardement de 1832 (Musées royaux des Beaux-Arts de Belgique).

Lassée de la situation, la Belgique requiert une nouvelle fois l'aide de la France pour chasser les Néerlandais de la citadelle d'Anvers. L'Armée du Nord et le Maréchal Étienne Maurice Gérard revient dès le 15 novembre 1832, dans le but d'assiéger la forteresse avec environ 70 000 hommes.
Initialement le Maréchal Gérard avait voulu mener le siège seul, craignant les débordements des volontaires qui seraient susceptibles de contaminer les populations au-delà même des frontières belges. C'est que l'époque était troublée, on l'avait vu en France où la deuxième révolution avait renversé le dernier roi de France, Charles X. On le voyait en Prusse où l'opinion fermentait, comme en Pologne où l'insurrection de Novembre se faisait écraser par les Russes. Mais la jeune armée belge, progressivement reformée et rééquipée, s'en alla défendre les digues de l'Escaut, au nord d'Anvers, empêchant les Néerlandais de les faire sauter et allait harceler la Marine royale néerlandaise qui tentait de secourir la ville. Les Français aménagèrent leurs positions du 29 novembre au 3 décembre. Le 30 novembre 1832, le maréchal Gérard somme le général Chassé, qui commande toujours la citadelle, de la lui livrer, mais ce dernier refuse. Les Français commencent alors le siège et le 4, ils débutèrent le bombardement de la citadelle avec 104 pièces d'artillerie. Au feu des Français, les Néerlandais répondirent avec férocité et précision. 
Le 14 décembre, les hommes du Maréchal attaquèrent l'ouvrage appelé « lunette Saint-Laurent » dont une brèche avait été ouverte grâce à des travaux de sape. L'assaut fut mené par le 65e de ligne qui s'empara de l'ouvrage. Quelques Néerlandais furent tués ou blessés, 60 furent capturés.  Le dernier épisode du siège eut lieu le 23 décembre au matin, le jour même de la reddition, lorsque les garnisons néerlandaises des forts de Lillo et de Liefkenshoek (que les Français se contentaient de surveiller) tentèrent une sortie contre la digue de Doel, tenue par la division Sebastiani. Après un vif combat, les Néerlandais sont repoussés avec de fortes pertes. Cette dernière action coûta 12 tués et une quarantaine de blessés aux Français.   
Il fallut 24 jours au spécialiste français des sièges, le général Haxo, pour faire céder le général néerlandais qui capitula le 23 décembre, estimant qu'il avait fait une démonstration de force. Le chef d'escadron Pierre Nicolas Gannal, frère de l'inventeur Jean-Nicolas Gannal est mort au cours de ce siège en 1832, décapité par un boulet tiré par les Néerlandais assiégés dans la citadelle, en présence du duc d'Orléans, Ferdinand-Philippe.

### Aspects tactiques

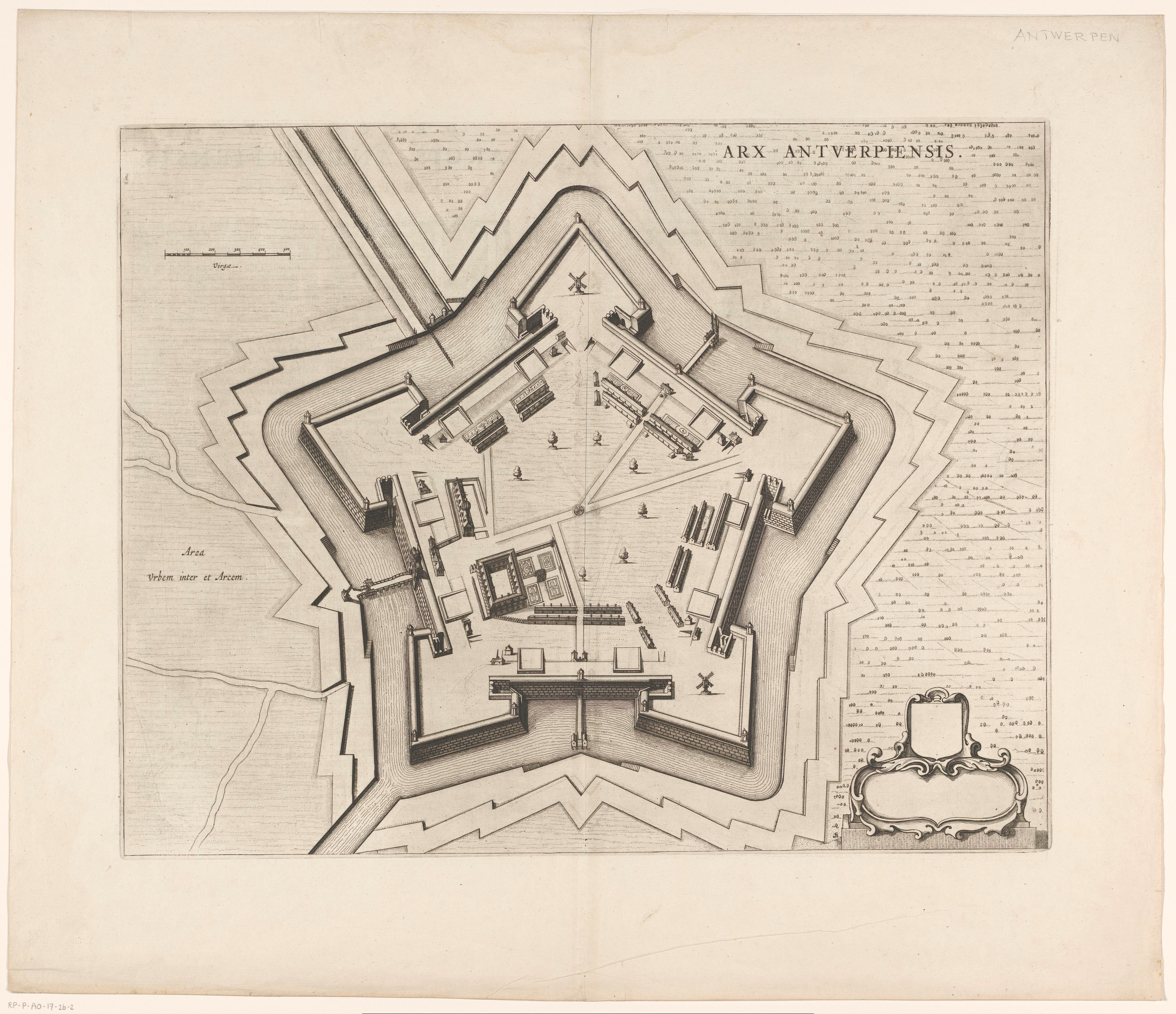
La citadelle d'Anvers à l'époque.

Alors que depuis plusieurs décennies, les tactiques de siège de forteresses à la Vauban se résumaient à la méthode des sapes et parallèles, entraînant habituellement la capitulation du fort assiégé peu de temps après que les fortifications furent percées, l'Armée du Nord eut l'idée d'employer pour l'une des premières fois des mortiers, utilisant à la fois cette arme de manière massive et dans des dimensions exceptionnelles. À la différence des canons et mousquets qui ont un tir tendu (ou par ricochet), les mortiers permettent des tirs paraboliques qui survolent les fortifications pour bombarder directement l'intérieur d'une citadelle ou d'une ligne fortifiée.

## Forces en présence

### Forces françaises

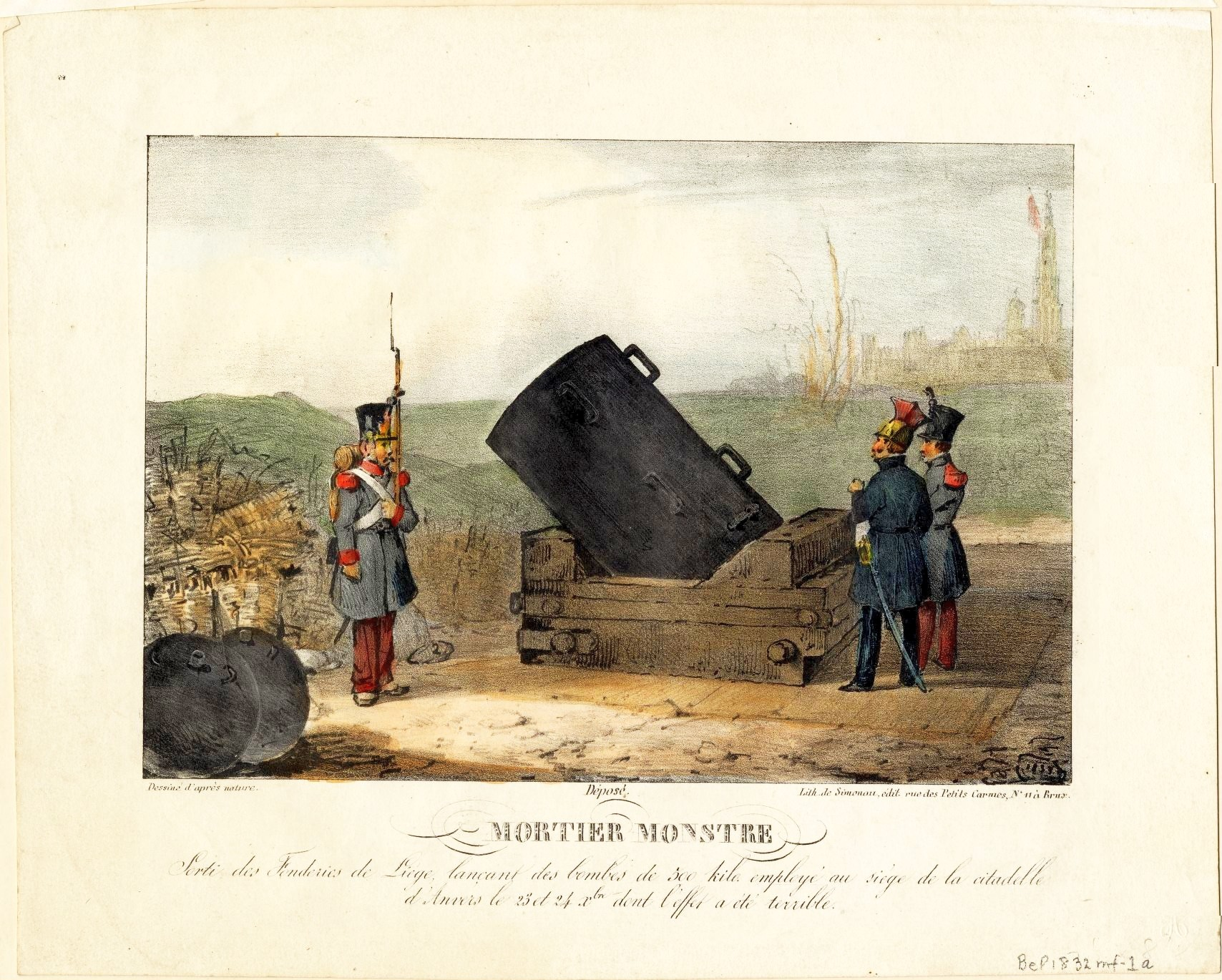
Mortier de gros calibre utilisé lors du siège d'Anvers.

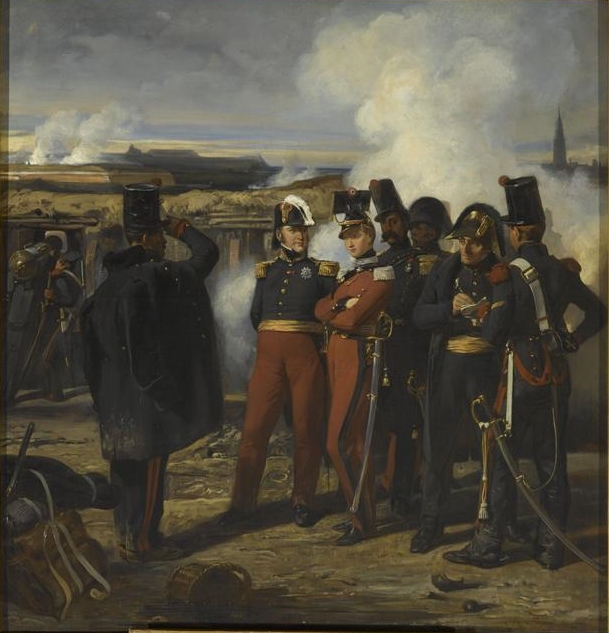
Le duc de Nemours et le maréchal Gérard dans la tranchée de la citadelle d'Anvers en décembre 1832. Peinture d'Amédée Faure de 1837.

#### Avant-garde
L'avant-garde était commandée par le Duc d'Orléans, Ferdinand-Philippe d'Orléans et composée de trois régiments :
- Le 20e régiment d'infanterie légère
- Le 1er régiment de hussards
- Le 1er régiment de lanciers

#### Infanterie
Quatre divisions d'infanterie :
- La 1re division d'infanterie, commandée par le général Tiburce Sébastiani :
  - Brigade Harlet :
    - 11e régiment d'infanterie légère
    - 5e régiment d'infanterie de ligne

  - Brigade de Rumigny :
    - 8e régiment d'infanterie de ligne
    - 19e régiment d'infanterie de ligne

- La 2e division d'infanterie, commandée par le général Achard :
  - Brigade Castellane :
    - 8e régiment d'infanterie légère
    - 12e régiment d'infanterie de ligne

  - Brigade Voirol :
    - 22e régiment d'infanterie de ligne
    - 39e régiment d'infanterie de ligne

- La 3e division d'infanterie, commandée par le général Jamin :
  - Brigade Zœpfel :
    - 19e régiment d'infanterie légère
    - 18e régiment d'infanterie de ligne

  - Brigade Georges :
    - 52e régiment d'infanterie de ligne
    - 58e régiment d'infanterie de ligne, commandé par le colonel Mocquery

- La 4e division d'infanterie, commandée par le général Fabre :
  - Brigade Rapatel :
    - 7e régiment d'infanterie de ligne
    - 25e régiment d'infanterie de ligne

  - Brigade d'Héricourt :
    - 61e régiment d'infanterie de ligne
    - 65e régiment d'infanterie de ligne

#### Cavalerie
Deux brigades et deux divisions de cavalerie :
- La Brigade Lavoestine :
  - 7e régiment de chasseurs
  - 8e régiment de chasseurs

- La Brigade Simonneau :
  - 4e régiment de chasseurs
  - 5e régiment de hussards

- La Division Dejean :
  - Brigade de Rigny :
    - 1er régiment de chasseurs
    - 2e régiment de hussards

  - Brigade Latour-Maubourg :
    - 5e régiment de dragons
    - 10e régiment de dragons, commandé par le colonel de Galz de Malvirade

- La Division Gentil de Saint-Alphonse :
  - Brigade Villate :
    - 1er régiment de cuirassiers
    - 4e régiment de cuirassiers

  - Brigade Gusler :
    - 9e régiment de cuirassiers
    - 10e régiment de cuirassiers

#### Réserve
Une cinquième division, dite de réserve, formée à Valenciennes, Lille et Maubeuge :
Elle était commandée par le général Schramm qui avait sous ses ordres les généraux Rullière et Durocheret et composée du 4e régiment d'infanterie de ligne. Le général Haxo commandait le génie. Le général Neigre commandait l'artillerie.

## Mémoire et notoriété

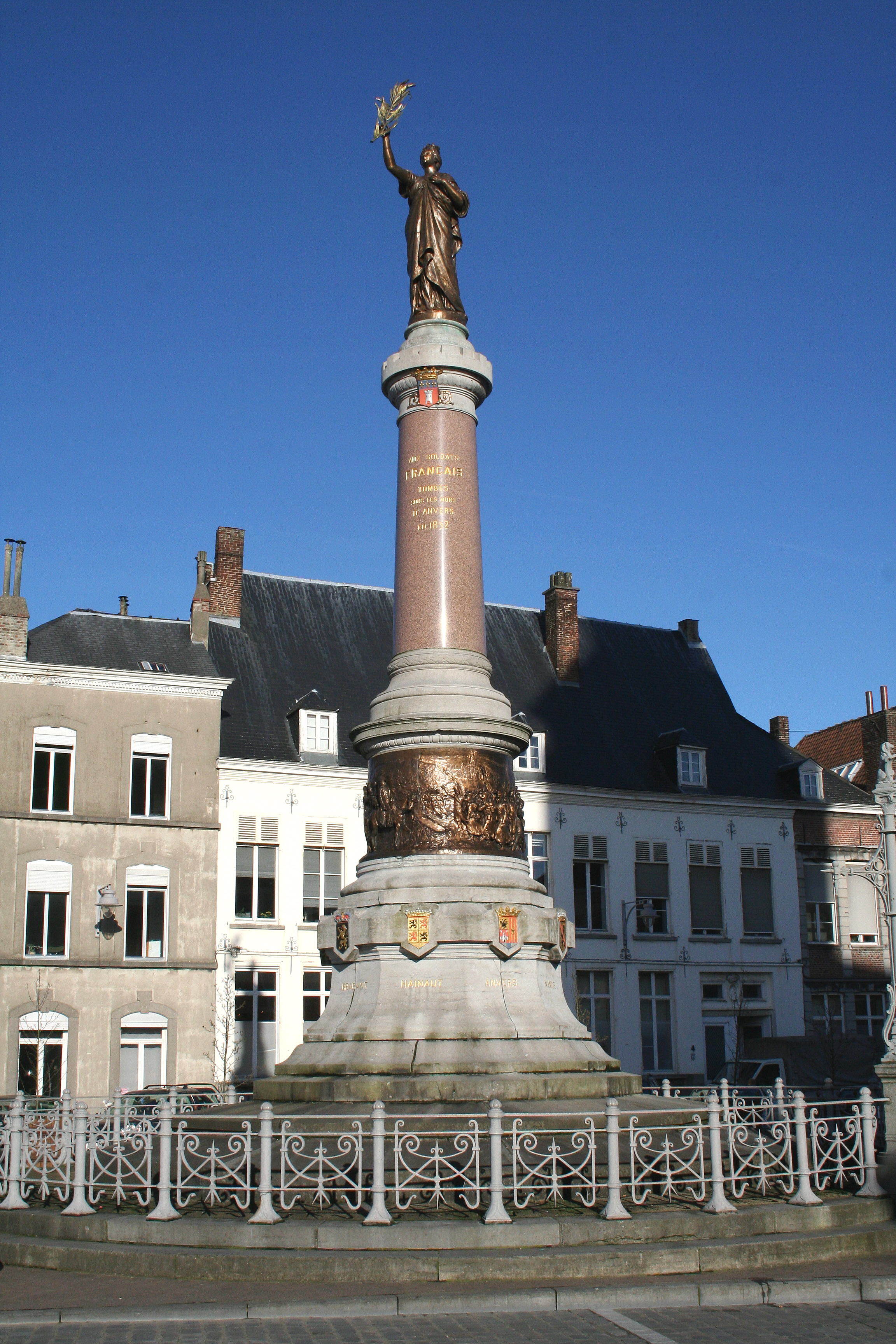
Monument rappelant le souvenir des soldats français morts durant le siège de la citadelle d'Anvers en 1832. (Tournai, place de Lille).

- Léopold Ier donna plusieurs canons de différents calibres à la France et le maréchal Gérard reçut une épée d'honneur offerte par le roi et le gouvernement belge en témoignage de reconnaissance.
- Un Monument français, fut sculpté en 1897 et érigé Tournai pour célébrer la mémoire des soldats français tombés pour la prise d'Anvers en 1832. Il se trouve là en raison du refus de la ville d'Anvers d'accueillir ce monument[8].
- En juin 1837, pour célébrer le mariage du duc d'Orléans, le Champ-de-Mars de Paris servit de scène pour représenter le simulacre de la prise de la citadelle d'Anvers[9].
- À Paris, la place d'Anvers et le square d'Anvers rappellent le souvenir de cette bataille.

## Épilogue
Après la reddition de la citadelle d'Anvers, il restait encore une garnison néerlandaise dans la forteresse de Maastricht. Les pourparlers en vue d'une solution diplomatique sont engagés et conclus par la convention de Londres signée le 2 mai 1833. Celle-ci prépara le terrain des négociations de paix et de la fin de la guerre belgo-néerlandaise, qui fut actée lors de la convention de Zonhoven signée le 18 novembre 1833.
Cependant, l'indépendance de la Belgique ne fut reconnue par les Pays-Bas que lors de la signature du traité des XXIV articles le 19 avril 1839.